# Antisemitisme
Antisemitisme is de discriminerende en racistische behandeling van Joden.
Het woord betekent letterlijk 'haat jegens Semieten'. Met antisemitisme wordt echter specifiek gedoeld op haat jegens mensen met een Joodse achtergrond, en niet op alle mensen die bijvoorbeeld een Semitische taal spreken. Joden hebben in de geschiedenis dikwijls te maken gehad met vijandigheid en haat, variërend van discriminerende overheidsmaatregelen tot georganiseerde moordpartijen, zoals pogroms en de Holocaust.
Antisemitisme wordt onderscheiden van anti-judaïsme, het afwijzen van de joodse religie of godsdienst, en antizionisme, het afwijzen van zionisme, de beweging die een Joodse staat nastreeft in het Beloofde Land. Het tegenovergestelde van antisemitisme is filosemitisme.
Volgens het Coördinatiecomité van Joodse Organisaties in België (CCOJB) leidt antisemitisme ertoe dat veel Joden niet in het openbaar voor hun afkomst of joodse religie durven uit te komen.

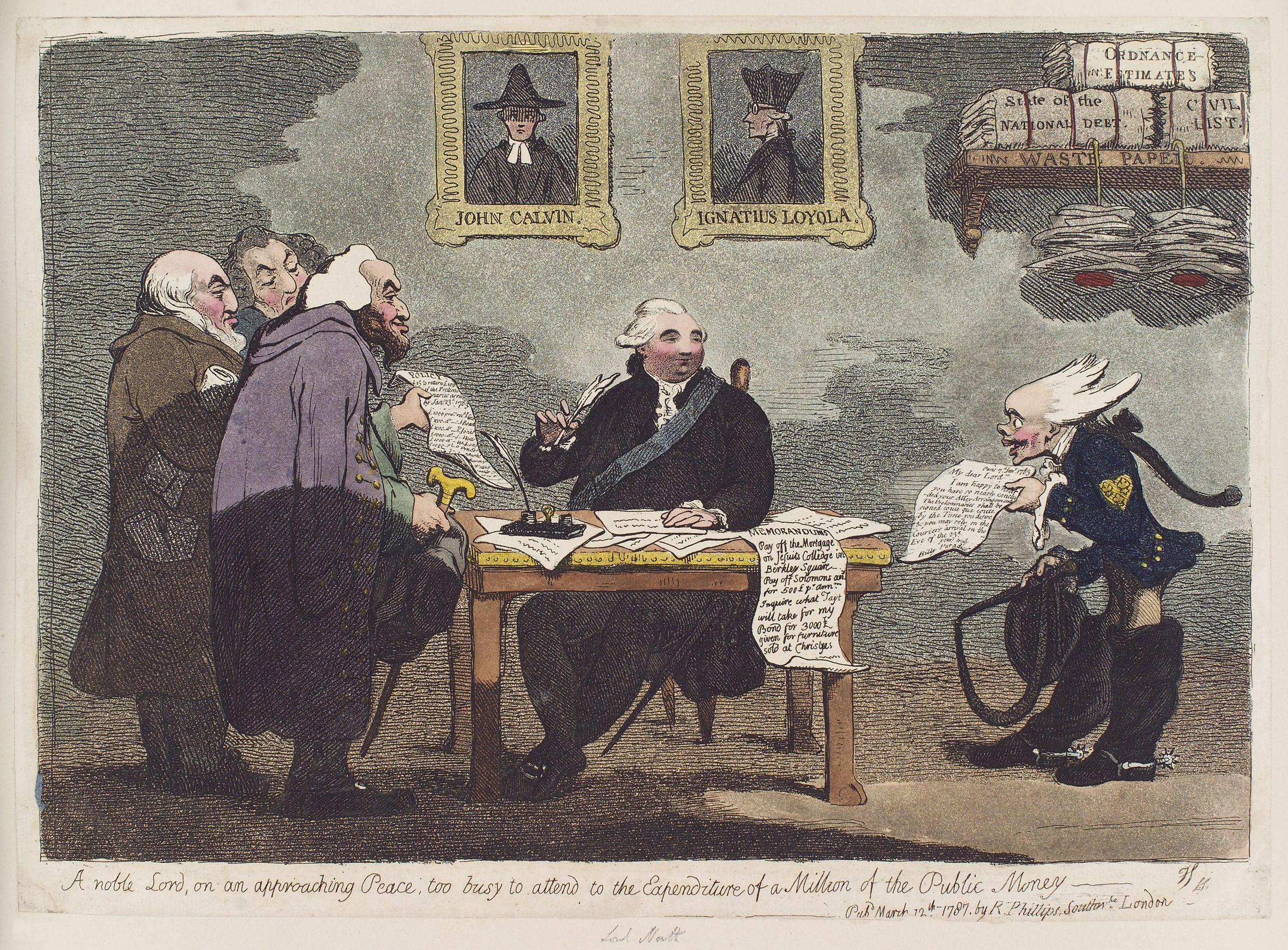
Op deze prent van James Gilray uit 1763 is een aantal antisemitische en antikatholieke vooroordelen samengebracht.

## Oorsprong
Antisemitisme is een vorm van racisme. Het kan gebaseerd zijn op angst of uit afgunst, voortvloeiend uit vooroordelen, maar kan ook puur gebaseerd zijn op gevoelens van haat zonder duidelijke reden. Vooroordelen tegen Joden kunnen onder andere economisch, religieus, politiek of (biologisch-)racistisch gekleurd zijn en bijvoorbeeld worden geuit middels impertinente opmerkingen.
- Economische vooroordelen zijn vaak gebaseerd op het argument dat Joden financiële macht zouden bezitten. Zij zouden alle banken bezitten en zouden hun neus ophalen voor handenarbeid. De oorzaak van het relatief hoge aantal Joden in de financiële markt lag er echter in dat de Joden in grote delen van Europa van de meeste beroepen werden uitgesloten. Tegenover een klein percentage succesvolle Joden stonden grote aantallen Joden die generatie op generatie in bittere armoede leefden.[4] Dergelijke vooroordelen worden overigens ook vaak gebruikt tegen Chinezen (als de 'Joden' van Zuidoost-Azië) door Indonesiërs, Vietnamezen en Thailanders.[5]
- Christelijke religieuze vooroordelen zijn onder andere gebaseerd op de vermeende vijandige houding van Joden tegenover Jezus Christus en de eerste christenen. Dit speelde in de middeleeuwen sterk, maar komt nu minder voor. In de jaren 80 van de 20e eeuw kwam de familie Goeree nog met deze mening in het nieuws.[6]
- Politieke vooroordelen zijn in het verleden onder andere gebaseerd op de stelling dat Joden eropuit zouden zijn de hele wereld te overheersen, onder andere gebaseerd op de Protocollen van de wijzen van Sion, ook al is dat uiteindelijk een vervalsing gebleken.[7]
- Biologisch-racistische vooroordelen komen voort uit het denkbeeld dat de Joden minderwaardige mensen zouden zijn, en zijn gebaseerd op foutieve interpretaties van de genetica (Mendel), en pseudowetenschap. Dit kwam met name in Duitsland en Oostenrijk in de 19e en begin 20e eeuw voor. Men betoogde dat men Joden moest beletten zich voort te planten omdat ze het ras zouden 'degenereren'. Dit soort theorieën leidden uiteindelijk tot de excessen van het Derde Rijk.
- Ook allerlei andere vooroordelen werden of worden Joden voor de voeten geworpen. In de Middeleeuwen beweerde men bijvoorbeeld dat Joden de pest veroorzaakten. Dit zou af te leiden zijn uit het feit dat zij niet besmet raakten. De werkelijke reden bleek echter hun grotere mate van hygiëne, waardoor ze minder in contact kwamen met besmette vlooien en zich vaker ontsmetten.

## Term en definities

### Eerste definities
De term 'antisemitisme' is voor het eerst gedocumenteerd in 1860 bij de joodse oriëntalist Moritz Steinschneider. Het verschijnsel zelf is echter veel ouder dan de 19e eeuw. Steinschneider gebruikte het woord in een kort stuk waarin hij zijn steun uitsprak voor een artikel van Heymann Steinthal, die zich kritisch had uitgelaten over een werk van de Franse linguïst Ernest Renan. Renan had Semieten beschreven als volkeren met een neiging tot monotheïsme, voortvloeiend uit gewelddadige en zelfzuchtige instincten. Steinthal en Steinschneider bestreden dit concept omdat het gevaarlijke essentialisme ervan zou toelaten om Semieten weg te zetten als radicaal en onverbeterbaar anders.
Tussen 1870 en 1880 ging Wilhelm Marr de term gebruiken voor een openlijk anti-Joodse campagne, onder andere in zijn Antisemitische Hefte uit 1879. Het overnemen van de wetenschappelijk klinkende term "Semiet" moest zijn onderneming objectiever doen lijken, maar zijn eigenlijke doelwit waren de Joden. In die tijd waren de Joden nog het enige Semitische volk dat prominent in Europa leefde. Van dat moment werd "antisemitisme" dus vereenzelvigd met "anti-Joods".

### IHRA-werkdefinitie
In 2016 werd door de International Holocaust Remembrance Alliance (IHRA) een werkdefinitie van antisemitisme aangenomen, kortweg "IHRA-definitie". Deze werd ontworpen door een coalitie van Joodse organisaties onder aanvoering van het American Jewish Committee (AJC). De definitie werd aangenomen door de landen die lid zijn van de IHRA, waaronder Nederland en België. De definitie zou als handleiding moeten dienen voor maatschappelijke monitors en autoriteiten die antisemitisme bestrijden.
De IHRA-definitie wordt bekritiseerd vanwege de vage en onnauwkeurige formulering, en Nederland zou deze niet moeten overnemen.

### Jerusalem Declaration of Antisemitism
Zowel Joodse als niet-Joodse organisaties maken zich zorgen over politisering van het begrip antisemitisme. Zij stellen dat de IHRA-definitie zodanig is geformuleerd, dat deze gemakkelijk kan worden gebruikt om legitieme kritiek op Israël en het opkomen voor Palestijnse rechten gelijk te stellen met antisemitisme. Zij menen dat dit juist de mondiale strijd tegen het antisemitisme ondermijnt. Naar aanleiding hiervan is een alternatieve definitie van antisemitisme ontwikkeld, de Jerusalem Declaration on Antisemitism (JDA) die in maart 2021 werd gepresenteerd en door meer dan 200 internationale wetenschappers is ondertekend.

### "Nieuw antisemitisme" en Nexus Task Force
In de zeventiger jaren kwam de controversiële term nieuw antisemitisme in zwang als vormen van kritiek en vijandigheid jegens Israël. Meer specifiek werd het in twijfel trekken van de legitimiteit van de Joodse staat – aangeduid als 'delegitimering van Israël' – onder dit begrip geplaatst. In 1973 gebruikte de Israëlische minister Abba Eban de term 'nieuw antisemitisme' in een speech voor het American Jewish Congress om antizionisme gelijk te stellen met antisemitisme. Begin 21ste eeuw, na het mislukken van het vredesproces rond de Oslo-akkoorden en het uitbreken van de Tweede Intifada, verscheen er een vloed aan artikelen en boeken over 'nieuw antisemitisme'. Het centrale thema was antizionisme en de belastering van Israël.
De Nexus Task Force, opgericht in november 2019, “analyseert kwesties op het snijvlak van Israël en antisemitisme”. De groep publiceerde enkele basisdocumenten:
- Nexus Document, getiteld "Understanding Antisemitism at its Nexus with Israel and Zionism",[24] en omschreven als "een hulpmiddel voor beleidsmakers en opinievormers voor het beoordelen van kwesties op het raakvlak van antisemitisme, Israël en zionisme";
- Guide to Identifying Antisemitism in Debates about Israel.[25]

## Manifestaties

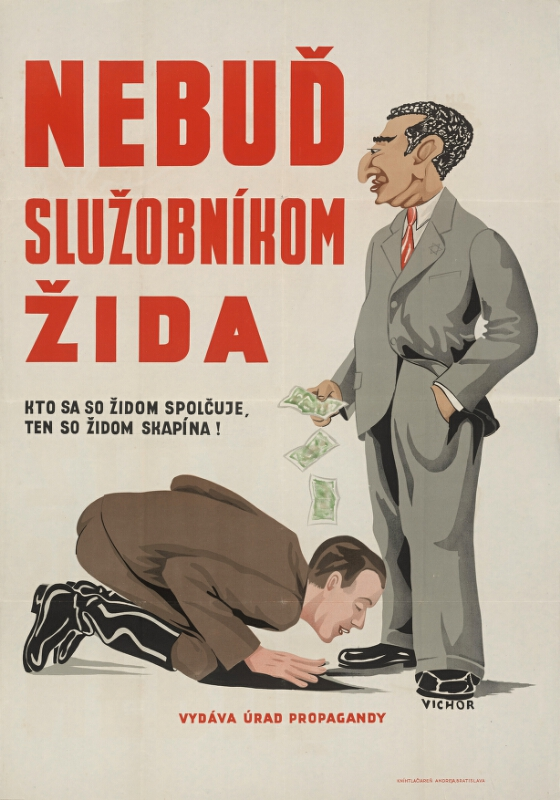
Een antisemitische Slowaakse propagandaposter uit de Tweede Wereldoorlog die lezers aanspoort om niet "een dienaar van de Jood" te zijn.

Antisemitisme kan voortkomen uit verschillende ideologieën, zoals fundamentalistisch christendom, islam, nationalisme, racisme, nationaalsocialisme en fascisme, waarbij Joden of het jodendom als religie als tegenstander, vijand of verwerpelijke religie gezien worden (bijvoorbeeld als vijand van Christus of Allah, vreemdeling, kapitalist, communist enzovoorts).
Antisemitisme is niet in alle gevallen een bewust gekozen politiek of religieus standpunt, maar kan ook voortkomen uit vooroordelen of denkfouten (denkfout fallacia consequentis). Zo "concludeerde" de 19e-eeuwse Duitse componist Richard Wagner, die een fervent antisemiet was, dat wanneer hij iemand niet mocht, diegene dan "dus" een Jood moest zijn of toch anders minstens diens moeder een Jodin was. Dit neemt niet weg dat Wagner uitvoeringen van eerste producties van nieuwe operacomposities uitgerekend aan Joodse dirigenten toevertrouwde: een van de vele paradoxen in de levensgeschiedenis van de componist.
Volgens sommigen hangen antisemieten ook nogal eens allerlei complottheorieën aan, waarin dan aan Joden een veelal verborgen bepalende rol in "het wereldgebeuren" wordt toegedicht, of een streven naar wereldoverheersing. Vaak wordt daarbij geen onderscheid gemaakt tussen bijvoorbeeld Joden (als volk) en joden (als aanhangers van een religie) en bijvoorbeeld ook tussen Joden, het zionisme en de regering van Israël. Volgens Michel Houellebecq is het antisemitisme niets anders dan een complottheorie.
Een aantal gebeurtenissen in de wereld wordt – op basis van vermeende indirecte bewijzen – op negatieve wijze aan Joden of aan de staat Israël toegeschreven (de Jood of het Jodendom als zondebok), van de Russische revolutie tot de aanslag op de Twin Towers in New York op 11 september 2001.

## Geschiedenis tot en met de 20ste eeuw

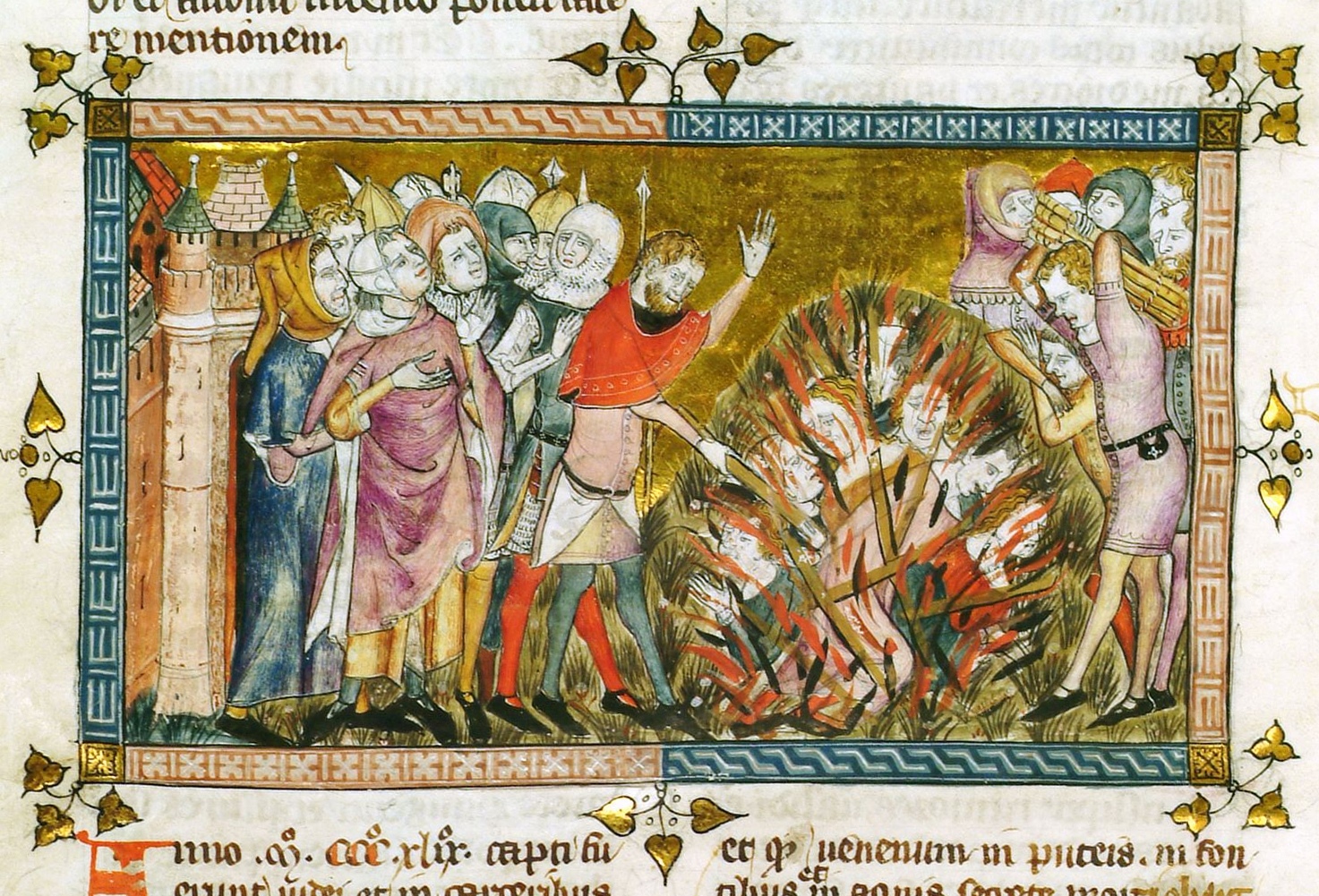
Jodenverbranding in Brabant tijdens de Zwarte Dood.

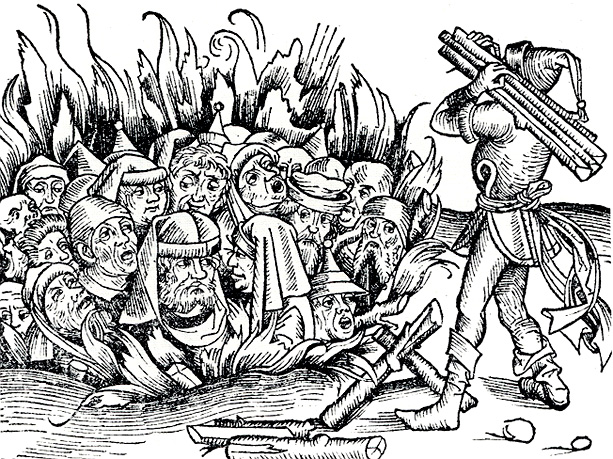
Joden worden verbrand als ketters, 15e eeuw.

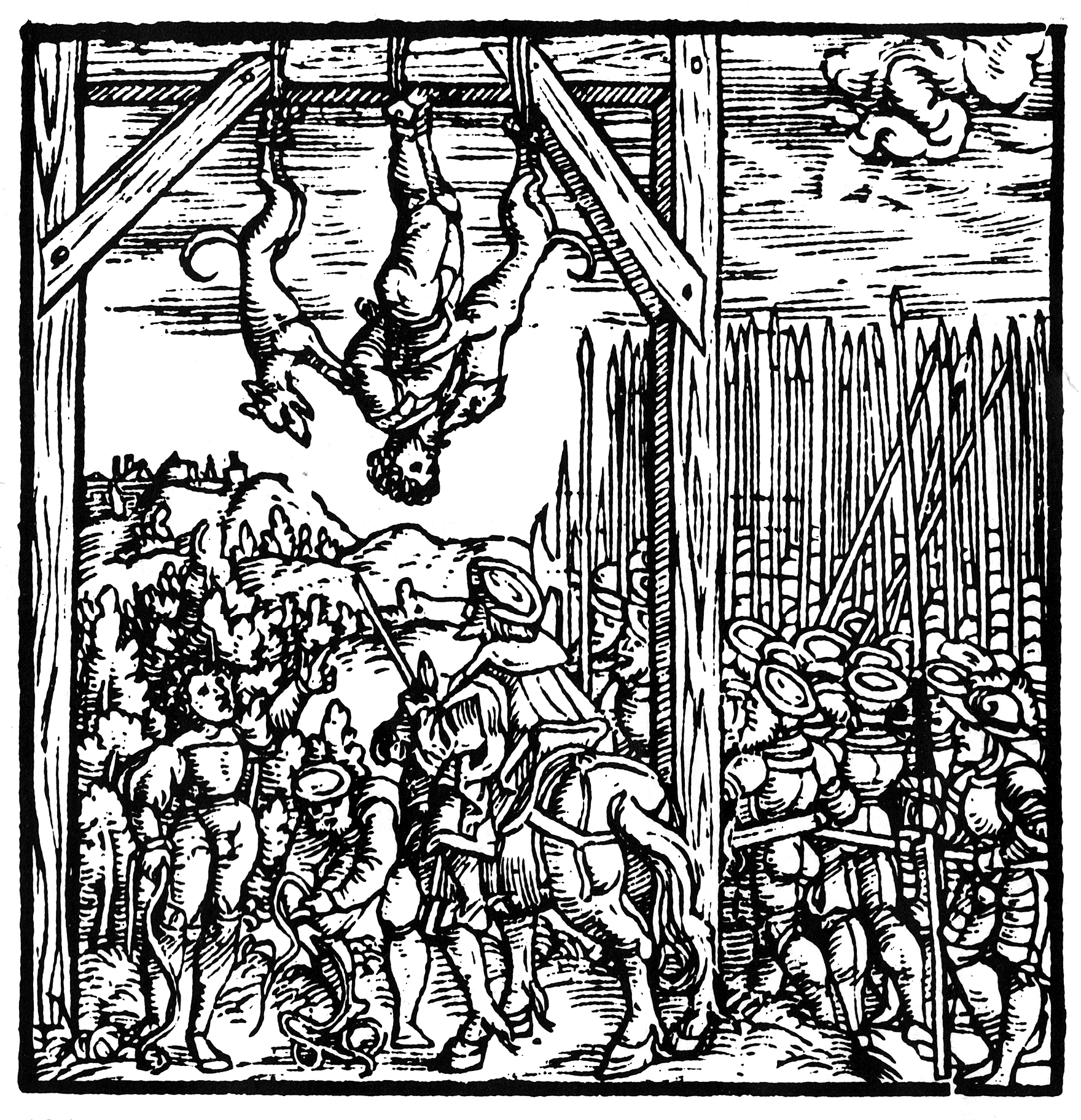
Een Jood werd op een bijzondere wijze opgehangen 15e eeuw.

Sentimenten van haat en afkeer jegens Joden, als vreemde minderheid, treden sinds de Oudheid in telkens andere vormen weer op. Keizer Tiberius verbande de Joden uit de stad Rome.
In het jaar 1096, aan het begin van de Eerste Kruistocht, werden in Duitsland in verschillende steden Joodse gemeenschappen uitgemoord door groepen deelnemers aan de expeditie die afkomstig waren uit het gewone volk, de zogeheten Volkskruistocht. Het is een herhaaldelijk terugkerend verschijnsel in de geschiedenis. Eeuwenlang droegen de reacties op Joden een overwegend religieus karakter. Later viel de meeste nadruk op de economische trekken – een voorbeeld van economische antisemitische maatregelen is het feit dat Joden in Nederland geen lid mochten zijn van de gilden, waardoor zij niet werden toegelaten in veel beroepen behorende tot de middenstand. Veel Joden zochten hun toevlucht tot beroepen die hun niet geweigerd werden, zoals ambulante handel, diamantslijperijen, financiële dienstverlening en handel/verhuur van vastgoed. Vooral de financiële dienstverlening (het uitlenen van geld) en de verhuur van woningen leidde tot het vooroordeel dat Joden gierig en op geld belust zouden zijn. Joden worden afgeschilderd als perverse mensen die zich te goed zouden voelen voor handenarbeid en het economisch beter zouden hebben. In het Europese rechtssysteem golden Joden als vreemdelingen. Zij werden achtergesteld en zwaarder gestraft dan christenen. Opmerkelijk was het gebruik om Joden "met honden te hangen". Men hing een ter dood veroordeelde Jood omgekeerd aan de galg met naast hem twee honden. Wanneer het slachtoffer zich alsnog tot het christendom bekeerde werd hij van de galg losgemaakt en, na een snelle doop en andere religieuze formaliteiten, onthoofd.
Later uitte Jodenhaat zich vooral als een sociaal verschijnsel en tegen het einde van de 19e eeuw ontstond er zelfs een zogenaamd biologische motivering. Wanneer reacties op Joden een overwegend religieus karakter hebben, wordt er gesproken van anti-judaïsme. Dit anti-judaïsme wordt door sommigen als niet-antisemitisch gezien, maar anderen zien het als dekmantel voor antisemitisme. Slechts op het ogenblik dat vanuit het sociaal darwinisme jodendom als een ras en niet langer als religie werd beschouwd, werd anti-judaïsme antisemitisme.
Het begrip antisemitisme werd door Marr voorgesteld in de context van een meer wetenschappelijke benaming voor het oudere Duitse woord Judenhass (Jodenhaat). Men moet deze "herbenoeming" niet interpreteren als een poging om het concept van Jodenhaat te elimineren of 'verbergen'. Anderzijds is juist het gebruik van deze nieuwere term nogal eens bekritiseerd omdat hierbij ook andere Semieten werden inbegrepen - maar dat is pas veel recenter.

### Europees antisemitisme
Ofschoon de grote Romeinse wijsgeer en staatsman Lucius Annaeus Seneca (4 v.Chr. – 65 n.Chr.) de Joden neerzette als een "vervloekt ras" hebben de Romeinen het antisemitisme niet uitgevonden. Er zijn verslagen van de verdrijving van ongewenste Joden uit het oude Egypte. Ook zijn er verslagen van vijandige bejegening van Joden door Grieken (onder wie Diodorus Siculus (ca. 90 – 30 v.Chr.)).
Met het Edict van Milaan (313) werd de christelijke religie in het Romeinse Rijk voortaan toegelaten als "religio licita". Zij werd door keizer Constantijn de Grote meer en meer begunstigd. Omstreeks 394/395 werd het zelfs de staatsgodsdienst. Voor de christenen was een einde aan perioden van geloofsvervolging gekomen. Het joodse geloof werd nu van toegelaten religie een "schandelijke sekte". Allerlei wetten werden uitgevaardigd die het de Joodse gemeenschap maatschappelijk en godsdienstig moeilijk maakten.

#### Anti-judaïsme
Volgens enkele kerkvaders waren de overgebleven joden die geen christenen waren geworden "blind", omdat ze Jezus niet als de christus (messias) wilden erkennen. Daarnaast kwam de notie van "godsmoord" ("deicide") op: de joden hadden Jezus gekruisigd en dus God vermoord (uitgaande dat Jezus God is volgens de leer van de drie-eenheid). De Kerk had met Christus voor God de plaats van het Joodse Volk ingenomen. Het Nieuwe Testament (Verbond) had het Oude Testament (Verbond) afgelost. Deze theologische stellingname wordt anti-judaïsme genoemd. Van vele kerkvaders zijn wel anti-judaïstische teksten te vinden in hun werken (bv. bij Ambrosius, Hilarius van Poitiers, Eusebius van Caesarea, Johannes Chrysostomus). Hun leer werd gemeengoed bij een groot deel van de clerus.
Tijdens de middeleeuwen (tot ver erna eigenlijk) werden Joden het slachtoffer van pogroms die uitbraken na kerkdiensten bv. op Goede Vrijdag, als het lijden en sterven van Jezus Christus in de kerken werd herdacht.
Een ander fenomeen was het bloedsprookje. Als een kind werd vermist, of dood gevonden, werden Joden ervan beschuldigd dat kind gedood te hebben om het bloed dat zij nodig zouden hebben gehad voor hun rituelen. De op wraak uit zijnde menigte kwam dan in een Joodse wijk verhaal halen, "Hep" schreeuwend (Hierosolyma est perdita! Jeruzalem is verloren!). Vanaf 1144 (Norwich) tot het eind van de 15e eeuw werden alleen al door deze praktijk 50 Joodse gemeenschappen in Europa uitgeroeid.
In Europa zijn Joden onder andere slachtoffer van haat geworden door hun vermeende hebzucht. Na het jaar 1000 werden de economische mogelijkheden in West-Europa zeer gunstig, zodat talloze Joden uit het Nabije Oosten zich er gingen vestigen. Christenen mochten door het woekerverbod geen rente vragen voor geld dat zij uitleenden. Joden mochten dat onder anderen wél, op grond van Deuteronomium 23:20-21. Daarom konden Joden bankier worden, die ondernemers een beginkapitaal konden leveren. Vanwege afkomst en huwelijken konden zij beschikken over netwerken. De rijke Joodse bankiers waren echter uitzonderingen: verreweg de meeste Europese Joden waren armlastig, vooral de Joden uit Oost-Europa.
Tijdens de Middeleeuwen (en erna) moesten de Joden in Europa spitsroeden lopen en waren zij eigenlijk vogelvrij. De pausen van Rome – hoewel kinderen van hun tijd – boden door hun "constitutiones pro judaeis" weliswaar formele bescherming: het recht op godsdienstvrijheid en het recht op leven (bv. Calixtus II (zijn meer dan 20 maal herbevestigde bul Sicut Judaeis (geen geweld tegen joden, geen gedwongen doopsels) en Clemens VI). Maar dit waren juridische teksten, waarvan de opvolging door clerus en volk door hun vele bijkomende bepalingen zeer gehinderd werd. Zij moesten dan ook vaak herhaald worden. Ook waren er pausen die anti-Joodse maatregelen namen (bijvoorbeeld Johannes XII, Honorius III, Gregorius IX en Paulus IV).
Vanaf de middeleeuwen komen antisemitische motieven in de beeldende kunst en literatuur regelmatig voor. Vaak werden Joden spottend of opzettelijk obsceen afgebeeld, dikwijls in combinatie met een varken, een voor joden onrein dier. In tientallen van origine rooms-katholieke kerkgebouwen in met name Duitsland, waaronder de Dom van Keulen, zijn sculpturen (zoals waterspuwers) met dergelijke motieven aangebracht. In de 21e eeuw is hierover een brede discussie gaande: moeten deze beeldjes e.d. worden verwijderd, afgedekt, verplaatst naar een museum, of, als deel van het historisch erfgoed, ter plaatse aanwezig blijven? En in dat laatste geval: wat moet de begeleidende tekst worden, die ter verduidelijking, en als teken van afkeer van het antisemitisme, op een informatiepaneel wordt getoond?
Wat de Rooms-Katholieke kerk betreft zou het tot 28 oktober 1965 duren tot het tot een door paus Paulus VI ondertekende Concilieverklaring (Nostra Ætate van het Tweede Vaticaans Concilie) zou komen, die theologisch een eind maakte aan het anti-judaïsme. Sindsdien is een dialoog en samenwerking op gang gekomen tussen deze kerk en vertegenwoordigers van het jodendom (bv. de International Catholic-Jewish Liaison Committee (sinds 1971)).

#### Spanje en Portugal
In 1492 viel het koninkrijk Granada. Hierna werd op 31 maart 1492 door het koningspaar Ferdinand II van Aragon en Isabella I van Castilië het Edict van Verbanning afgekondigd dat de gedwongen emigratie of bekering van alle Joden in Spanje behelsde. Ongeveer 40.000 van de 80.000 in Spanje levende Joden emigreerden. Zij vertrokken voornamelijk naar Portugal, Marokko en Italië.
Veel Joden die bleven bekeerden zich tot het christendom en lieten zich dopen. Deze Joden werden conversos (bekeerlingen) genoemd, maar werden door de Spaanse Inquisitie in de gaten gehouden. Verdenkingen dat zij de joodse religie bleven praktiseren kwamen vaak voor, met name in de periode van 1478 tot 1530.
In Portugal werd de inquisitie in 1536 ingevoerd. Ook hier werden de bekeerde Joden vervolgd.
Aan het begin van de 16e eeuw vertrokken vele Spaanse en Portugese Joden naar Amsterdam. In 1700 telde de stad Amsterdam 10.000 Joodse inwoners, waarvan een groot deel van Spaanse of Portugese afkomst was.

#### Duitsland en Oostenrijk
Voorafgaand aan de Eerste Kruistocht werden in 1096 duizenden Joden in Rijnlandse steden vermoord, omdat kruisvaarders (Duitsers en Fransen (Oost- en West-Franken), Lagelanders en Engelsen) meenden reeds daar de strijd tegen de 'ongelovigen' te moeten beginnen alvorens de "Saracenen" in het Heilige Land te beoorlogen. Deze zogeheten Duitse kruistocht van 1096 ging de geschiedenis in als de eerste grote Jodenvervolging.

##### Luther
Vanaf de 16e eeuw kreeg het Lutheranisme in Duitsland grote aanhang. Maarten Luther stond in het begin niet negatief tegenover de Joden. In 1523 benadrukte hij in Daß Jesus ein Geborner Jude Sei dat Jezus van Joodse afkomst was; hij wees hierin geweld tegen Joden af. In 1543 schreef hij echter het pamflet Von den Jüden und iren Lügen waarin hij zeven maatregelen tegen de Joden voorstelde, variërend van het in brand steken van synagogen, scholen en huizen van Joden tot het opleggen van dwangarbeid. In tegenstelling tot de nazi's ging het Luther niet om het Joodse volk als wel om het joodse geloof. Doel van Luther was hun bekering tot het christendom.

##### Nationaalsocialistisch antisemitisme

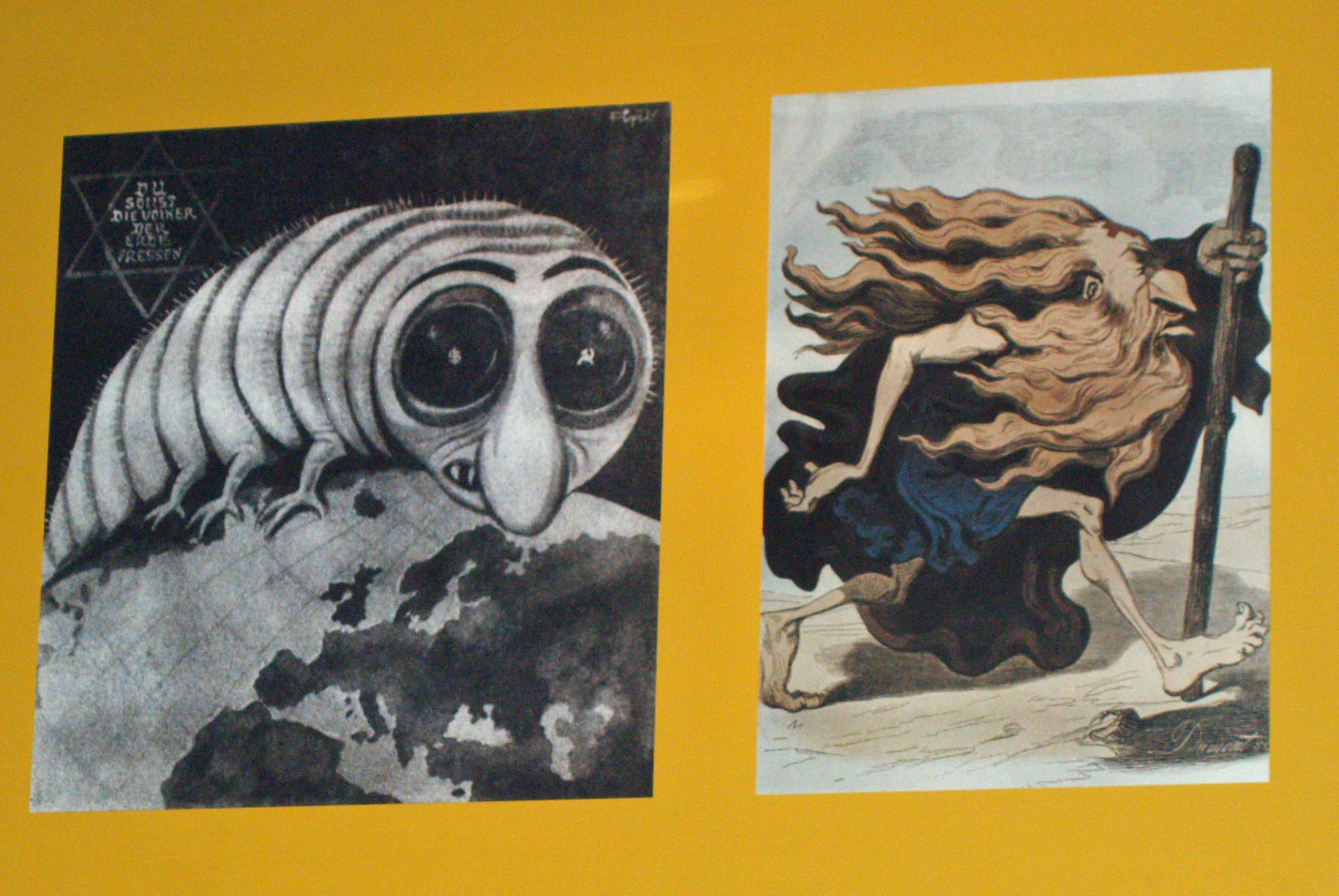
Duitse spotprenten vóór WO II.

Antisemieten die zich minder aangetrokken voelden tot de Germaanse mystiek, zoals Georg Ritter von Schönerer, de Oostenrijkse antikatholieke, Jodenhatende en anti-Habsburgse nationalist, en de antisemitische burgemeester van Wenen, Karl Lueger, verwierpen de mystieke en sektarische bijeenkomsten en gingen meer voor de 'massabewegingen'. Na het Duitse verlies in de Eerste Wereldoorlog ontstonden veel antisemitische clubs. De bekendste waren de Beierse Thule-Gesellschaft, de Deutsche Arbeiterpartei en de Deutsche Sozialistische Partei. Ook in het dagelijks leven bestond er in Duitsland en Oostenrijk, vooral sinds het midden van de 19e eeuw, een wijd verbreid antisemitisme. Zie voor een voorbeeld met betrekking tot het toerisme bijvoorbeeld onder Borkum. Adolf Hitler sloot zich in september 1919 aan bij de Deutsche Arbeiterpartei en verwierp het sektarische karakter dat de club tot dan toe kenmerkte en maakte er onder de naam Nationaalsocialistische Duitse Arbeiderspartij (NSDAP) een massabeweging van. Hitlers antisemitisme en nationalisme week niet af van dat van Lanz of Schönerer, maar de manier waarop Hitler zijn boodschap 'aan de man bracht', namelijk via goed georganiseerde en voorbereide toespraken, maakte hem populair. Hitler begreep de mogelijkheden van de moderne massamedia zoals kranten, radio en film. Door een goed geoliede propagandamachine bewerkte hij de Duitse bevolking en werd populair. Van een minuscuul sektarisch clubje groeide de NSDAP snel uit tot een massapartij met afdelingen in Duitsland en Oostenrijk.
Na de mislukte 'Bierkellerputsch' (ook Hitlerputsch) in 1923, werd Hitler tot een zeer korte gevangenisstraf veroordeeld (ter vergelijking: de hoofdmannen van de Beierse Revolutie van 1919 werden tot lange celstraffen veroordeeld of vermoord), die hij slechts gedeeltelijk uitzat. Hij gebruikte zijn gedwongen 'retraite' om zijn ideeën te formuleren in Mein Kampf, de latere 'bijbel' van het nationaalsocialisme. De NSDAP werd weliswaar verboden, maar dook spoedig weer op onder een nieuwe naam. Vanaf het einde van de jaren twintig (de NSDAP was toen weer de officiële naam) wonnen de nazi's steeds meer zetels in de Rijksdag en in 1933 werd Hitler door rijkspresident Paul von Hindenburg tot rijkskanselier benoemd.

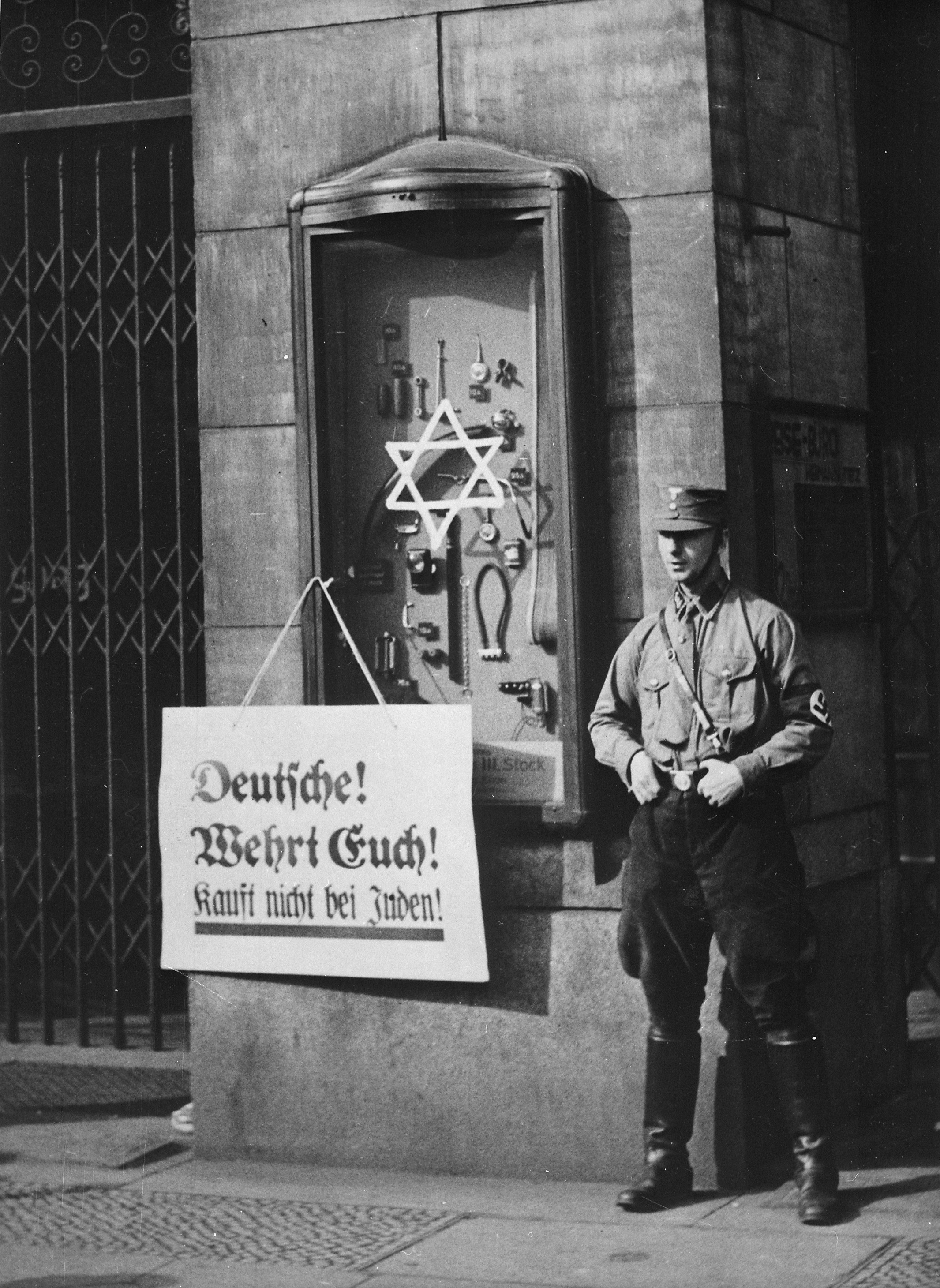
Duitsland 1933: 'Duitsers! Verdedig U! Koop niet bij Joden!'

Het nationaalsocialisme in Duitsland paste na de machtsovername van Adolf Hitler in 1933 het antisemitisme in zijn uiterste vorm toe. De Duitse Joden werden door de Neurenberger wetten (1935) tot rechteloze burgers. Joodse ondernemingen werden onteigend. De nazi's keerden zich ook tegen de plannen van zionisten om een Joodse staat in Palestina op te richten.
De discriminatie van Joden breidde zich tijdens de Duitse bezetting van een groot aantal Europese landen en een deel van de Sovjet-Unie ook tot die gebieden uit.

#### Shoah
Tussen 1942 en 1945 leidde zij tot de moord op ongeveer zes miljoen Europese Joden in onder andere concentratiekampen. Deze unieke genocide wordt vaak Holocaust (Grieks: brandoffer) genoemd. De Joden spreken over Shoa (Hebr.: catastrofe). Uniek omdat dit misdadig proces methodisch doordacht en als het ware industriematig werd uitgevoerd met de modernste middelen en op internationale schaal op een heel volk.

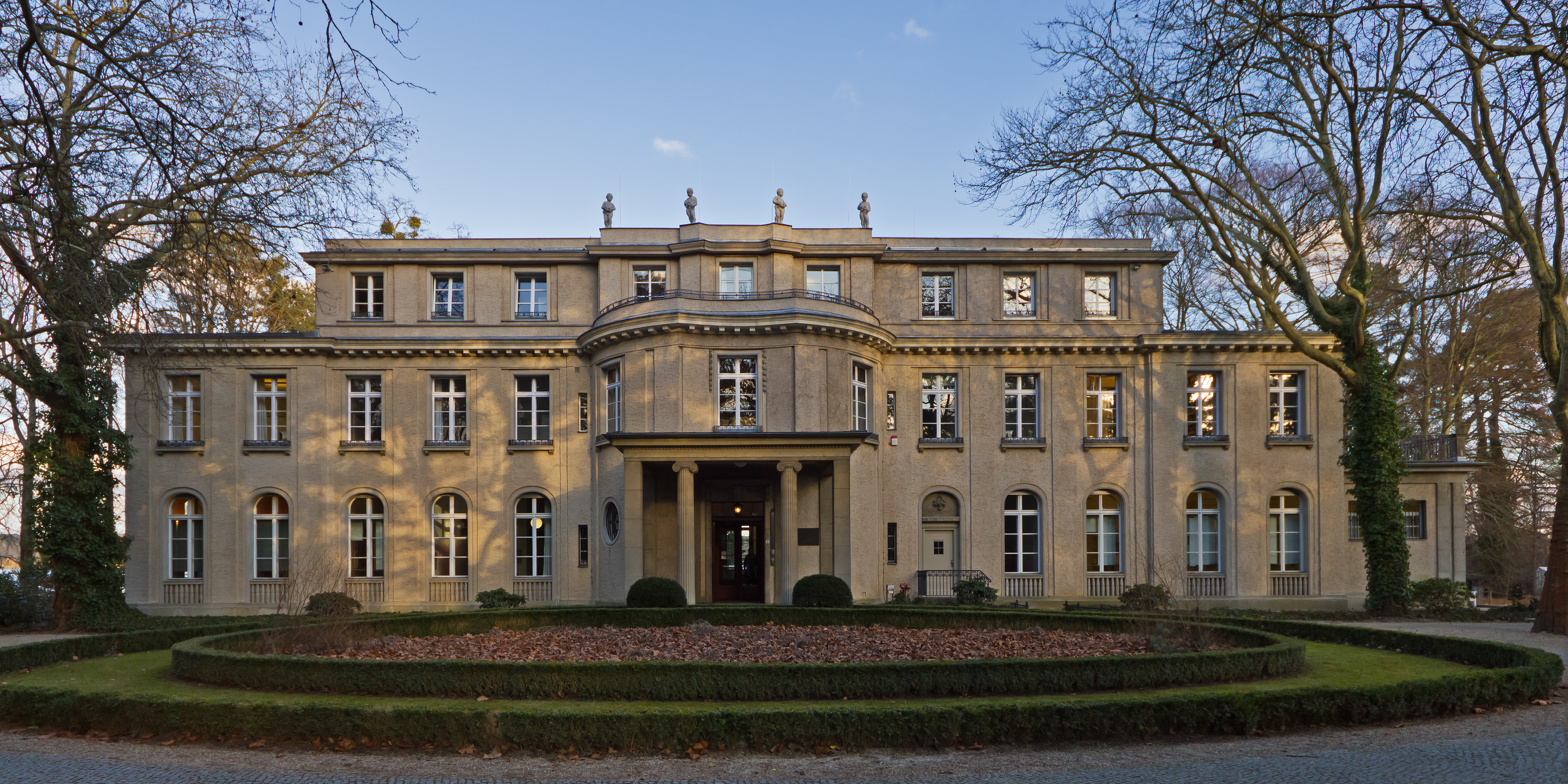
Villa Marlier, locatie van de Wannseeconferentie.

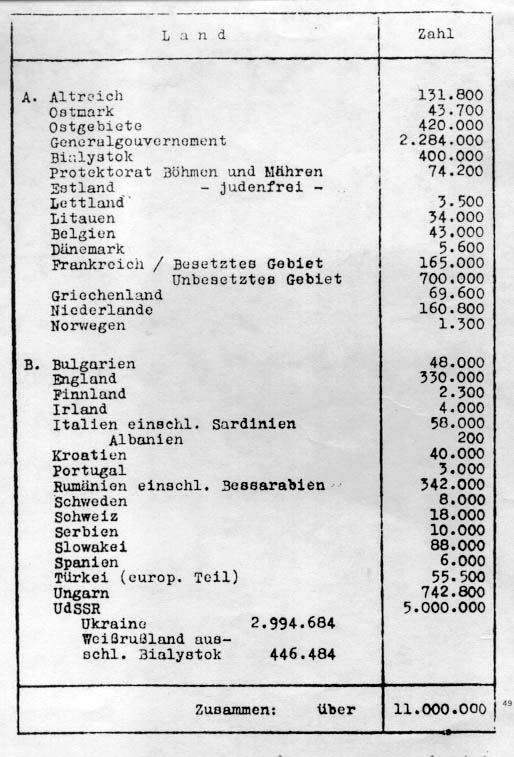
Inventarisatielijst van Joden in Europa zoals gebruikt op de Wannseeconferentie.

Op 20 januari 1942 werd, op uitnodiging van nazileider Reinhard Heydrich, een bijeenkomst gehouden van vijftien hoge naziambtenaren in de aan de Wannsee bij Berlijn gelegen Villa Marlier. De Wannseeconferentie. Zij overlegden daar over wat zij zagen als de "Endlösung der Judenfrage".

#### Frankrijk
De Dreyfusaffaire, het gesprek van de dag in het laat-negentiende-eeuwse Frankrijk, is een bekend voorbeeld van het Frans antisemitisme. Kapitein Alfred Dreyfus, een Joods-Frans legerofficier, werd er ten onrechte van beschuldigd informatie te hebben doorgespeeld aan het Duitse opperbevel. Dreyfus' veroordeling kwam niet zozeer doordat het (vervalste) bewijs tegen hem sprak, maar mede doordat hij Joods was. Bijkomend was het feit, dat hij uit de Elzas kwam en dat hij tot de Alemannisch-(Duits)-sprekende minderheid behoorde. Lange tijd zat Dreyfus vast in het strafkamp Duivelseiland voor de kust van Frans-Guyana (Zuid-Amerika). Later bleek een Hongaars-Franse officier, Esterhazy, achter de spionage te zitten en werd Dreyfus vrijgesproken. Hij kreeg eerherstel en werd bevorderd tot kolonel.
Tijdens de Tweede Wereldoorlog was er Jodenvervolging in het bezette deel van Frankrijk en in Vichy-Frankrijk. Een berucht feit was in dit verband de door Franse, niet door Duitse, politiefunctionarissen uitgevoerde Razzia van de Vélodrome d'Hiver te Parijs in juli 1942.
In het begin van de 21e eeuw vonden in Frankrijk enkele moordzaken plaats waarbij antisemitisme een rol speelde. De moord op Ilan Halimi in 2006 maakte veel los in Frankrijk. De daders werden veroordeeld vanwege antisemitisme. Op 23 maart 2018 werd de 85-jarige holocaustoverlevende Mireille Knoll vermoord in haar appartement in Parijs. Ook in deze zaak werden de daders veroordeeld vanwege antisemitisme. Dit was niet het geval bij de moord op Sarah Halimi in 2017, hoewel er wel sterke aanwijzingen in die richting waren.
Ook bij enkele aanslagen werden Joodse doelen aangevallen zoals bij de aanval op een Joodse supermarkt in Parijs op 8 januari 2015, waar de dader Amedy Coulibaly vier mensen doodschoot. Eerder, op 19 maart 2012 schoot de 23-jarige Mohammed Merah bij de Joodse Ozar Hatorah-school in Toulouse drie Joodse kinderen dood.

#### Nederland
In Nederland werden na de Eerste Wereldoorlog een aantal kleine autoritaire politieke partijen opgericht, maar zij waren eerder fascistisch dan nationaalsocialistisch of antisemitisch. Initiatieven om extreemrechtse en antisemitische partijen op te richten werden zeker na de crisis van 1929 genomen, maar deze partijtjes bleken eendagsvliegen die geen politieke macht verwierven.
Voor en tijdens de Tweede Wereldoorlog was het antisemitisme in Nederland geconcentreerd in de NSB van Anton Mussert. Deze politieke partij groeide tijdens de Tweede Wereldoorlog van 32.000 leden in 1940 naar ruim 100.000 leden in 1943. De Nationaal-Socialistische Nederlandsche Arbeiderspartij (NSNAP) die in 1931 werd opgericht, was nog veel antisemitischer dan de NSB. Ernst Herman ridder van Rappard, de leider van de NSNAP, richtte zich geheel op de NSDAP van Hitler en ook op diens antisemitisme. Bijzonder antisemitisch was ook het Zwart Front van Arnold Meijer. Meijer richtte zich echter meer op Mussolini dan op Hitler.
Ook na de Tweede Wereldoorlog komen in Nederland antisemitische incidenten voor. Meestal betreft dit de verspreiding van geschriften met antisemitische passages, of leuzen die worden geroepen tijdens demonstraties gericht tegen de staat Israël. Zo worden de geschriften van Lucas en Jenny Goeree door betrokkenen als beledigend en antisemitisch ervaren. Neonazistische groeperingen onderhouden websites met antisemitische teksten en er worden Joodse graven beklad en beschadigd. Ook komen incidenten voor waarbij groepen moslimjongeren rellen veroorzaken door het uiten van antisemitische en/of antizionistische leuzen. Weduwe Rost van Tonningen, bijgenaamd 'de Zwarte Weduwe', heeft met haar organisatie 'De Levensboom' bijgedragen aan het in stand houden van het Duits-nationalistische, maar ook antisemitische gedachtegoed. Een organisatie die dergelijke ontwikkelingen in Nederland nauw volgt is het CIDI, het Centrum Informatie en Documentatie Israël. Ook de Anne Frank Stichting houdt zich ermee bezig.

### Rusland

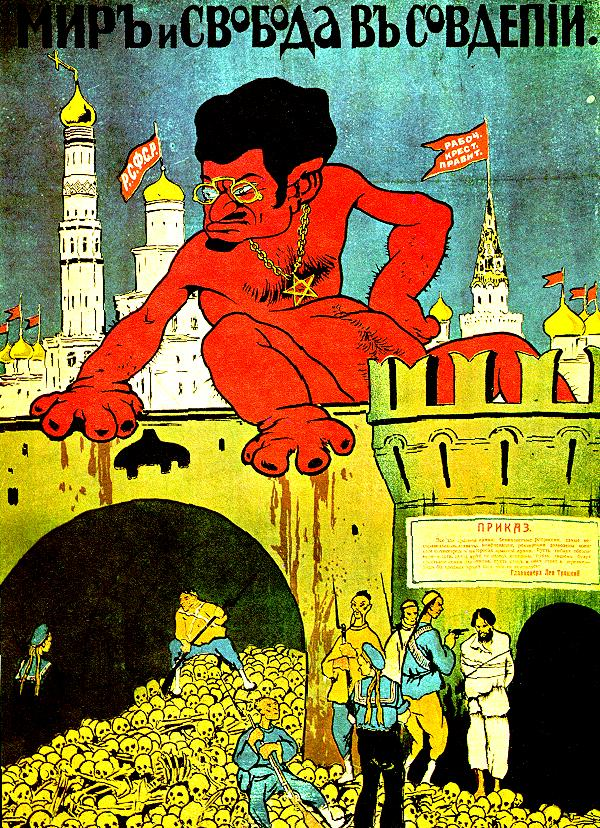
Karikatuur uit Rusland 1919: de Joodse Trotski richt Rusland te gronde.

In het Russische Keizerrijk was de Jodenhaat bijzonder groot. Het motto van het Keizerrijk was "Autocratie, Orthodoxie en Volkskarakter" en dat betekende de onderdrukking van etnische en religieuze minderheden. Aan het einde van de 19de eeuw waren er ongeveer 1400 discriminerende wettelijke bepalingen die de rechten van de vijf miljoen Russische Joden belemmerden. Joden waren wettelijk verplicht om in 15 provincies in het hedendaagse Oekraïne, Wit-Rusland, Litouwen en Polen te wonen en dit geoorloofde woongebied heette de "Paal". Voor sommige Joden werd een uitzondering gemaakt. Er waren ook Joden in Siberië, maar die waren daar als straf naartoe verbannen. Het was verboden voor Joden om land te bezitten; werken als ambtenaar en officier te worden in het leger. Nog een voorbeeld van het antisemitisme in het Tsarenrijk was de Bejlis-affaire. Bij tegenvallers – zoals de Russisch-Japanse Oorlog en de Revolutie van 1905 – richtte de bevolking zich tegen de Joden.
De wettelijke discriminatie van Joden werd afgeschaft door de Voorlopige Regering na de Februarirevolutie van 1917.
De bolsjewieken leken aanvankelijk het beter met de Joden voor te hebben, en relatief veel Joden sloten zich aan bij de communistische partij. De bekendste van hen was Leon Trotski. Trotski was van Joodse afkomst, maar niet religieus en hij meende dat de joodse religie vanzelf zou verdwijnen, eens het socialisme (communisme) volledig gerealiseerd was. Na de Oktoberrevolutie van 1917 werd de Joodse religie onderdrukt door de bolsjewistische communisten. Tussen 1921 en 1925 werden ongeveer 800 synagogen gesloten door de communisten. In april 1921 werden de eerste synagogen gesloten en dat gebeurde in Vitebsk. De plaatselijke Joden protesteerden tegen de sluiting door de gebouwen te bezetten om daar gebedsdiensten te houden. Hierop werden de synagogen aangevallen door de communisten, waarbij tientallen Joodse gelovigen vermoord werden. De communisten riepen: "Dood Smouzen!". Tijdens het Joodse Nieuwjaar in 1921 werd er een showproces georganiseerd door de communisten tegen het jodendom, waarbij de joodse religie werd veroordeeld.
Volgens een Russisch onderzoek uit 1920 dat pas na de val van de Sovjet-Unie werd geopenbaard waren er meer dan 150.000 gerapporteerde sterfgevallen onder Joden tijdens de Russische Revolutie en Russische Burgeroorlog. Voornamelijk de monarchistische Witten hielden grootschalige dodelijke Jodenvervolgingen.
Jozef Stalin stelde zich aan het eind van zijn leven openlijk antisemitisch op. Een aantal onschuldige etnisch Joodse artsen werd bijvoorbeeld slachtoffer van zijn waanidee dat zij een aanslag zouden beramen (Dokterscomplot). Dat er in de naziconcentratiekampen vooral veel Joden vermoord zijn, werd in de Sovjet-geschiedschrijving nauwelijks vermeld. Ook in de latere Sovjet-Unie was het voor Joden moeilijk carrière te maken, hoewel officieel discriminatie verboden was. Na de val van het communisme bloeide het antisemitisme weer op. Niet alleen onder de gewone bevolking, maar ook onder politici en academici.

### Arabisch en islamitisch antisemitisme
In de Arabische en islamitische wereld hadden joden en christenen van oudsher een achtergestelde positie ten opzichte van moslims. Sinds de 8e eeuw werd het dhimmi-systeem gebruikt dat de positie van joden en christenen regelde. Het woord 'dhimmi' stamt van het Arabische ahl adh-dhimma. Dhimmi's werd bescherming van het leven verleend (onder meer wanneer vijandige legers een gebied binnentrokken), het recht om in aangewezen locaties te wonen, hun eigen godsdienst uit te oefenen, te werken en handel te drijven. Dhimmi's waren verschoond van militaire dienst en hoefden zich niet te houden aan islamitisch-religieuze verplichtingen. Zij moesten dan wel een extra belasting (djizja) betalen en landbelastingen die de (moslim)autoriteiten hieven. Tevens werden zij onderworpen aan allerlei andere beperkingen in vergelijking tot moslims en de islam. Als laatste staat schafte het Ottomaanse rijk het dhimmi-systeem in 1908 in zijn geheel af, nadat reeds in 1856 met het Hatt-i Humayun een volledige gelijkberechtiging van niet-moslims in het vooruitzicht was gesteld.
In de islamitische wereld vermengde traditionele Jodenhaat zich in de twintigste eeuw met het modern Europese antisemitisme. Terwijl men anti-Joodse motieven en bloedsprookjes rechtstreeks uit Europa importeerde, kweekten islamitische leiders ook lokaal een afkeer jegens de zionisten en hun pogingen om zich tijdens het Britse mandaat voor Palestina in eigen land zelfstandig te maken. Deze leiders riepen reeds in de jaren twintig rechtstreeks op om de Joden te doden. De grootmoefti Amin al-Hoesseini zocht in zijn verzet tegen het Britse bestuur en de Joodse immigratie in Palestina steun bij nazi-Duitsland. Hij verbleef tijdens de Tweede Wereldoorlog in Berlijn en verzorgde daarvandaan antisemitische radio-uitzendingen.
Pogroms kwamen ook in de islamitische wereld voor. Bij het pogrom van Safed werden ongeveer 500 Joden om het leven gebracht. De stad Safed in Palestina was al eerder het toneel geweest van pogroms. Andere plaatsen waar pogroms voorkwamen waren Hebron in 1929, Shiraz in Iran, Fez in Marokko en de pogroms in Irak in 1941.
Ook ver na de Tweede Wereldoorlog kende de islamitische wereld uitingen van antisemitisme: op 24 april 1961 tijdens het proces tegen Adolf Eichmann publiceerde de Jordaanse krant Jerusalem Times - de stad was toen nog deels in Jordaanse handen - een open brief aan Eichmann waarin men stelde dat hij de mensheid een "zegen" had bewezen en dat zijn werk te zijner tijd zou worden afgemaakt. De Iraanse president Mahmoud Ahmadinejad heeft bij herhaling de Holocaust ontkend.
De door Palestijnen rond 2005 opgerichte BDS-beweging (waarin de afkorting 'BDS' staat voor Boycott, Divestment and Sanctions) zegt op te komen voor de rechten van het Palestijnse volk. In januari 2019 noemde de Canadese premier Justin Trudeau de BDS-beweging antisemitisch. In mei van dat jaar nam de Duitse Bondsdag een motie aan waarin stond: „De argumentatiestructuur en methodes die de BDS-beweging gebruikt zijn antisemitisch." In november 2020 noemde de Amerikaanse minister van buitenlandse zaken Mike Pompeo de organisatie antisemitisch.

## Opleving van antisemitisme in de 21e eeuw

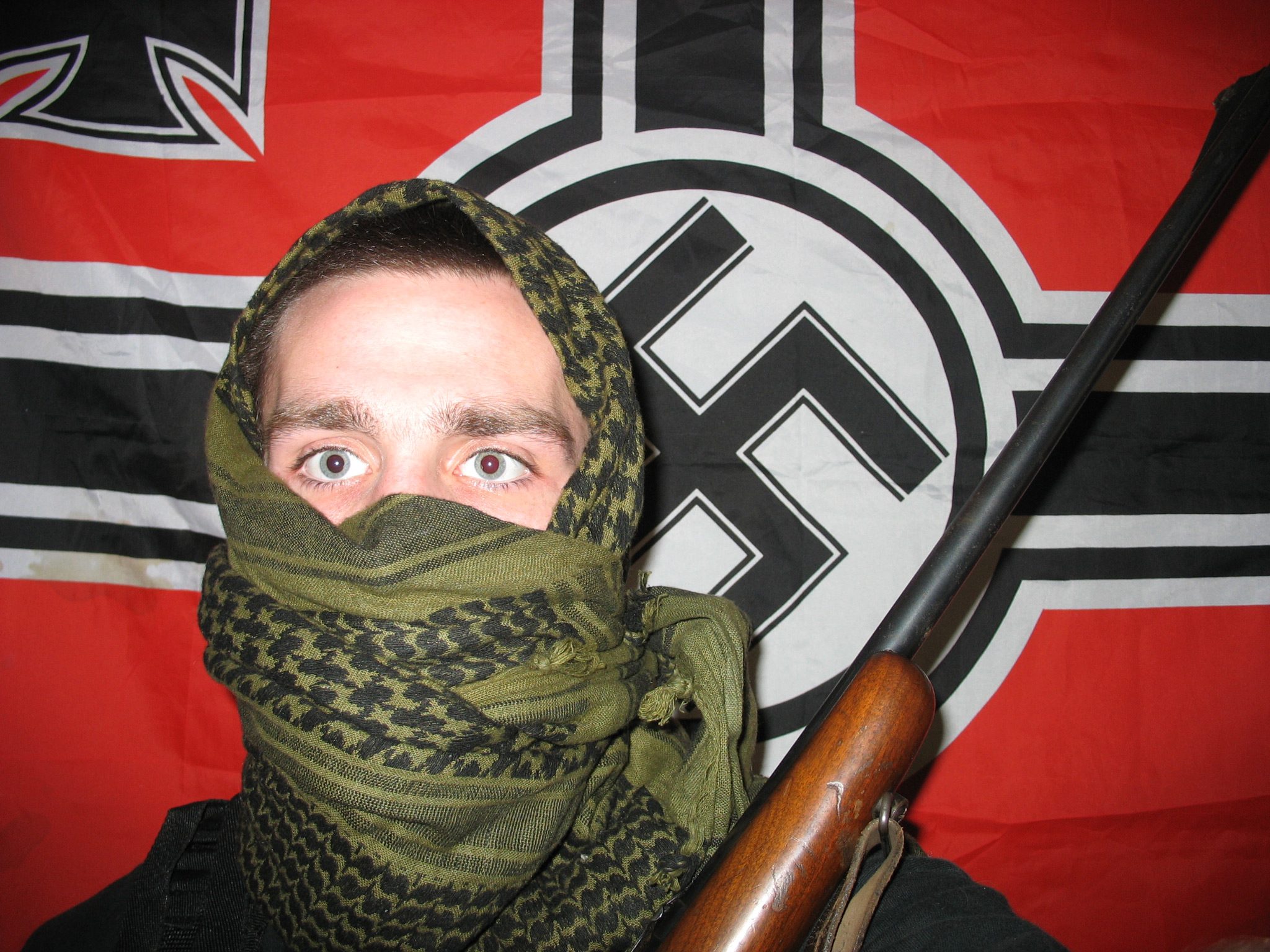
Een neo-nazi in de Verenigde Staten.

Na de definitieve ondergang van nazi-Duitsland, de uitvoerige berichtgeving over de Holocaust in de media, alsmede de oprichting van een Joodse staat, hadden de Joden gehoopt dat de discriminatie jegens hen teruggedrongen zou zijn. Toch is dat niet het geval, mede vanwege de wijze van oprichting van de Joodse staat. Met name het Midden-Oosten, waar het antisemitisme als zodanig niet als misdaad wordt erkend en zelfs openlijk door fundamentalistische haatpredikers wordt gepredikt, maar ook Europa, toont sinds de Tweede Wereldoorlog een toename van antisemitische incidenten.
In 2013 en 2014 kwam volgens de Anti-Defamation League antisemitisme het meest voor in Oost-Europa en in het Midden-Oosten en Noord-Afrika. De ADL stelt dat een kwart van de wereldbevolking gelooft in antisemitische stereotypen

### Nederland
In Nederland concludeerden de Universiteit Leiden en de Anne Frank Stichting, in hun Monitor Racisme en Extremisme, dat het antisemitisme in Nederland in 2002 was toegenomen ten opzichte van het jaar daarvoor. Het onderzoek was gebaseerd op gegevens van de politie en het Openbaar Ministerie.
In de nacht van 2 op 3 februari 2009 werd het Sinaï Centrum, een Joodse instelling voor geestelijke gezondheidszorg, in Amstelveen beschoten.
Uit de monitor Rassendiscriminatie 2009, in opdracht van VROM, bleek dat het aantal meldingen van antisemitisme in Nederland een dalende trend vertoonde. Zowel antisemitisme in al zijn vormen als geweld tegen en discriminatie van moslims hangen nauw samen met de actualiteit in binnen- en buitenland. Een van de auteurs van het hoofdstuk antisemitisme dringt aan op onderscheid tussen geweld en gescheld, omdat schelden van een andere orde is dan fysiek geweld. Hij klaagt erover dat hij moeite heeft om zijn genuanceerde benadering van het antisemitisme onder de aandacht te brengen.
Volgens het CIDI is sinds het Conflict in de Gazastrook van 2008-2009 in Nederland het aantal antisemitische incidenten zoals schelden, bedreigen en geweld toegenomen. Het CIDI hanteert daarbij een ruimere definitie van antisemitisme waarbij ook bepaalde vormen van kritiek op Israël onder antisemitisme worden gerekend. Volgens het CIDI zouden er in januari 2009 al evenveel antisemitische incidenten zijn geweest als in heel 2007 en deze zouden ook veel ernstiger van aard zijn.
Naar aanleiding van een uitzending van het NTR-programma Onbevoegd Gezag in maart 2013, waarin Turkse jongeren schokkende antisemitische uitlatingen doen, moest een Turkse buurtvrijwilliger als verrader onderduiken nadat hij op televisie het antisemitisme onder Turkse jongeren aan de orde stelde. Naar aanleiding van deze kwestie drong het Simon Wiesenthalcentrum bij de Nederlandse overheid aan op maatregelen.
In maart 2018, voorafgaand aan de gemeenteraadsverkiezingen, tekenden lijsttrekkers en vertegenwoordigers van vrijwel alle politieke partijen in Amsterdam die op basis van de prognoses kans maakten op het raadslidmaatschap het Joods akkoord. Zij spraken zich hierin uit tegen antisemitisme en tegen jegens Joden gericht geweld.
De CIDI Monitor Antisemitische Incidenten van 2020 liet zien dat er in de periode 2010-2020 gemiddeld 127,6 incidenten p.j. waren. Piekjaren waren 2010 (124), 2014 (171), 2019 (181). Meldingen van online-incidenten waren er in 2017 (24), in 2018 (95) en in 2019 (127). Volgens het CIDI werden lang niet alle incidenten gemeld. Veel Joodse Nederlanders droegen gewoon geen uiterlijke kenmerken meer (bijvoorbeeld het dragen van een keppel).
Op 1 april 2021 is de Nationaal Coördinator Antisemitismebestrijding gestart. In navolging van de aanstelling van een coördinator antisemitismebestrijding binnen de Europese Commissie en in andere EU-lidstaten, hebben toenmalige Kamerleden Yeşilgöz-Zegerius (VVD) en Segers (CU) een initiatiefnota ingediend voor het aanstellen van een nationale coördinator. Het werk van de NCAB is vastgelegd in het Werkplan Antisemitismebestrijding 2022-2025.
In een artikel in NRC van 17 december 2020 noemde Jaap Hamburger, voorzitter van Een Ander Joods Geluid het aanstellen van een coördinator antisemitismebestrijding een principiële vergissing en een politieke misstap; Joden moeten geen aparte status hebben.
In de Nederlandstalige jeugdliteratuur komt antisemitisme en stereotiepe beeldvorming over Joden frequent voor. Na de Tweede Wereldoorlog is dit minder openlijk geworden, maar clichés zoals Joden die christenen haten, blijven in de 21e eeuw onverminderd aanwezig.
Vanaf 2023 nam het antisemitisme in Nederland toe. Na de Hamas-aanval op Israël op 7 oktober 2023, waarbij 1139 mensen omkwamen en meer dan 200 personen uit Israël als gijzelaar werden meegenomen naar Gaza, startte Israël een oorlog in Gaza om Hamas uit te schakelen. Tijdens deze oorlog vielen tot november 2024 meer dan 40.000 doden. In de media veranderde verontwaardiging over de Hamas aanval in het beeld van Israël als agressor. Het leidde in Nederland tot een sterke stijging van het aantal antisemitische incidenten. Onder andere steeg het aantal online incidenten met 48% procent ten opzichte van het jaar ervoor. Ook op straat nam de onveiligheid toe. Veertig procent van de Nederlandse Joden gaf aan dat zij bepaalde buurten en sociale plekken vermeden omdat zij zich er 'als Jood' niet veilig voelden. Een concert van de Joodse zangeres Lenny Kuhr en de opening van het Holocaustmuseum werden verstoord door demonstranten. Nederlandse Joden worden volgens velen onder wie Chaja Polak aangekeken op wat de Israëlische regering doet. Op 7 en 8 november 2024 vonden er voor en na de Europa League-wedstrijd van Ajax tegen de Israëlische club Maccabi Tel Aviv F.C. in Amsterdam gewelddadigheden plaats. Palestijnse vlaggen werden door Maccabi supporters in brand gestoken en na afloop werden Maccabi-supporters opgejaagd door Nederlands-Marokkaanse jongens op scooters. Israëlische autoriteiten mengden zich er direct in en beschuldigden Nederland van toegelaten 'antisemitisch' geweld. In een regeringsverklaring werd later door minister-president Schoof gemeld dat er sprake was van een integratieprobleem. De burgemeester van Amsterdam, Femke Halsema, riep op tot verbinding "nu we geconfronteerd zijn met een giftige cocktail van antisemitisme, racisme, hooliganisme en grote woede over de aanhoudende oorlog in Palestina en Israël."